# پتی موری
پتی موری (به انگلیسی: Patty Murray) (زادهٔ ۱۱ اکتبر ۱۹۵۰) سناتور ایالت واشینگتن در سنای ایالات متحده آمریکا است که برای نخستین‌بار در ۳ ژانویه ۱۹۹۳ به‌عضویت این مجلس درآمد. وی در زمرهٔ سناتورهای گروه سوم است که به‌مدت ۶ سال در سنا حضور دارند. موری نخستین زن در  ایالت واشنگتن است که به‌عنوان سناتور انتخاب شده است. او همچنین نخستین زن در تاریخ آمریکا است که به‌عنوان رئیس‌ موقت سنا انتخاب شده است.